# IC 2225
IC 2225 — галактика типу SB0-a (компактна витягнута галактика) у сузір'ї Рись.
Цей об'єкт міститься в оригінальній редакції індексного каталогу.